# Pluja constant
Pluja constant (en anglès original A Steady Rain) és una obra de teatre escrita per Keith Huff el 2007. Ha estat traduïda al català.

## Sinopsi
Joey i Denny són dos policies i amics de Chicago bastant diferents. Joey està solter i no li agrada envoltar-se de gent, prefereix la solitud, mentre que Denny, casat, passa les hores al costat dels seus fills. En l'única cosa en què coincideixen, és que tots dos tenen seriosos problemes que s'oculten l'u a l'altre. Joey lluita en silenci contra l'alcoholisme i està enamorat de Connie, la dona del seu company, a la qual Denny enganya amb prostitutes. La seva amistat i la seva carrera es posaran a prova quan un trepidant cas mal resolt en el passat, turmenti les seves vides. L'error que els oficials van cometre en lliurar un nen vietnamita al qual deia ser el seu oncle, quan realment es tractava d'un pederasta caníbal, remourà les seves consciències.

## Produccions - Escenificacions

### Produccions originals
- A Steady Rain inicialment va ser produïda per Chicago Dramatists en 2007, fins que es produeixo en el Royal George Theatre en Chicago al febrer 2008. L'obra va guanyar els Joseph Jefferson Awards a la Millor Obra Nova, al Millor Actor per a Randy Steinmeyer, i el premi a la Millor Producció.[1]
- A Steady Rain va començar a preestrenars-e al Schoenfeld Theatre el 10 de setembre de 2009 i va estrenar oficialment el dia 29 de setembre del mateix any.[2] El compromís de 12 setmanes va finalitzar el 6 desembre de 2009. L'obra va ser dirigida per John Crowley i protagonitzada per l'actor australià Hugh Jackman i el britànic Daniel Craig, fent el seu debut de Broadway.[3]
- La versió en català fou traduïda per Ernest Riera i dirigida per Pau Miró el 12 de novembre de 2010 interpretada per Joel Joan (Denny) i Pere Ponce (Joey) a La Villarroel.[4][5]
- La versió en castellà, Lluvia constante fou versionada i dirigida per David Serrano i interpretada per Pepe Ocio i Roberto Álamo, qui va rebre el Fotogramas de Plata al millor actor de teatre de 2014.[6]

## Adaptacions
Steven Spielberg està interessat a dirigir una pel·lícula basada en A Steady Rain, i l'escriptor Huff ha escrit una adaptació per a portar l'obra al cinema.